# Paraleyrodes crateraformans
Paraleyrodes crateraformans es un hemíptero de la familia Aleyrodidae, con una subfamilia: Aleyrodinae.
Fue descrita científicamente por primera vez por Bondar en 1922.